# Sudafrica ai Giochi della XXXIII Olimpiade
Il Sudafrica ha partecipato ai Giochi della XXXIII Olimpiade, svoltisi a Parigi dal 26 luglio all'11 agosto 2024, con una delegazione di 143 atleti (incluse le riserve), 79 uomini e 64 donne, in 20 sport e 24 discipline.
I portabandiera alla cerimonia di apertura sono stati Akani Simbine e Caitlin Rooskrantz.
Leon Fleiser è stato il capo della spedizione olimpica sudafricana.

## Medagliere
| Medaglia | Nome | Sport            | Evento                           |
| -------- | --- | ---------------- | -------------------------------- |
| Oro      | Tatjana Smith | Nuoto            | 100 metri rana femminili         |
| Argento  | Tatjana Smith | Nuoto            | 200 metri rana femminili         |
| Argento  | Bayanda Walaza Shaun Maswanganyi Bradley Nkoana Akani Simbine | Atletica leggera | Staffetta 4×100 metri maschile   |
| Argento  | Jo-Ane van Dyk | Atletica leggera | Lancio del giavellotto femminile |
| Bronzo   | Christie Grobbelaar Ryan Oosthuizen Impi Visser Zain Davids Quewin Nortje Tiaan Pretorius Tristan Leyds Selvyn Davids Shaun Williams Rosko Specman Siviwe Soyizwapi Shilton van Wyk Ronald Brown | Rugby a 7        | Torneo maschile                  |
| Bronzo   | Alan Hatherly | Ciclismo         | Cross country maschile           |

## Delegazione
| Sport                | Uomini | Donne | Totale |
| -------------------- | ------ | ----- | ------ |
| Arrampicata sportiva | 2      | 2     | 4      |
| Atletica leggera     | 24     | 11    | 35     |
| Badminton            | 0      | 1     | 1      |
| Canoa/kayak          | 2      | 2     | 4      |
| Canottaggio          | 2      | 1     | 3      |
| Ciclismo             | 4      | 4     | 8      |
| Equitazione          | 1      | 0     | 1      |
| Ginnastica           | 0      | 1     | 1      |
| Golf                 | 2      | 2     | 4      |
| Hockey su prato      | 18     | 18    | 36     |
| Judo                 | 0      | 1     | 1      |
| Lotta                | 1      | 0     | 1      |
| Nuoto                | 3      | 5     | 8      |
| Rugby a 7            | 12     | 12    | 24     |
| Scherma              | 1      | 0     | 1      |
| Skateboard           | 2      | 1     | 3      |
| Surf                 | 2      | 1     | 3      |
| Tiro con l'arco      | 1      | 0     | 1      |
| Triathlon            | 2      | 1     | 3      |
| Tuffi                | 0      | 1     | 1      |
| Totale               | 79     | 64    | 143    |